# Hypericum tamamum
Hypericum tamamum är en johannesörtsväxtart som beskrevs av José Cuatrecasas. Hypericum tamamum ingår i släktet johannesörter, och familjen johannesörtsväxter. Inga underarter finns listade i Catalogue of Life.